# Halowe Mistrzostwa Świata w Lekkoatletyce 1999 – skok wzwyż mężczyzn
Skok wzwyż mężczyzn – jedna z konkurencji rozgrywanych podczas halowych mistrzostw świata w lekkoatletyce w 1999, zmagania w niej odbyły się 7 marca.
Do konkursu zgłoszonych zostało 11 zawodników z 10 państw.
Zawody w tej konkurencji wygrał reprezentant Kuby Javier Sotomayor. Drugą pozycję zajął zawodnik z Rosji Wiaczesław Woronin, trzecią zaś reprezentujący Stany Zjednoczone Charles Austin.

## Wyniki
| Miejsce | Zawodnik           | Państwo              | Wysokość (m) | Wysokość (m) | Wysokość (m) | Wysokość (m) | Wysokość (m) | Wysokość (m) | Wysokość (m) | Wynik | Uwagi |
| Miejsce | Zawodnik           | Państwo              | 2,20         | 2,25         | 2,30         | 2,33         | 2,36         | 2,38         | 2,40         | Wynik | Uwagi |
| ------- | ------------------ | -------------------- | ------------ | ------------ | ------------ | ------------ | ------------ | ------------ | ------------ | ----- | ----- |
| 01 !    | Javier Sotomayor   | Kuba                 | O            | –            | O            | O            | O            | –            | X            | 2,36  | WL    |
| 02 !    | Wiaczesław Woronin | Rosja                | O            | O            | O            | XXO          | O            | XXX          | –            | 2,36  | WL    |
| 03 !    | Charles Austin     | Stany Zjednoczone    | O            | –            | O            | XO           | X-           | XX           | –            | 2,33  | SB    |
| 4.      | Martin Buß         | Niemcy               | O            | O            | O            | XXX          | –            | –            | –            | 2,30  | PB    |
| 5.      | Staffan Strand     | Szwecja              | O            | O            | X-           | XX           | –            | –            | –            | 2,25  |       |
| 6.      | Stefan Holm        | Szwecja              | O            | XO           | X-           | XX           | –            | –            | –            | 2,25  |       |
| 6.      | Tomáš Janků        | Czechy               | O            | XO           | XXX          | –            | –            | –            | –            | 2,25  |       |
| 6.      | Andrij Sokołowśkyj | Ukraina              | O            | XO           | XXX          | –            | –            | –            | –            | 2,25  |       |
| 9.      | Elvir Krehmić      | Bośnia i Hercegowina | XO           | XXO          | XXX          | –            | –            | –            | –            | 2,25  |       |
| –       | Steve Smith        | Wielka Brytania      | –            | XXX          | –            | –            | –            | –            | –            | NM    |       |
| –       | Shigeki Toyoshima  | Japonia              | XXX          | –            | –            | –            | –            | –            | –            | NM    |       |